# Síndrome de dificultad respiratoria neonatal
El síndrome de dificultad respiratoria neonatal (SDRN) es un trastorno entre los recién nacidos prematuros, cuyos pulmones no están completamente maduros, de tal forma que cuanto más baja es la edad gestacional más probabilidades tienen de padecer la enfermedad. 
El SDRN es el trastorno respiratorio más frecuente en los recién nacidos prematuros. El comienzo de la atención prenatal con esteroides para la aceleración de la madurez pulmonar y el desarrollo de surfactante exógeno, pueden conllevar notable mejora en los resultados de los pacientes afectados con SDRN.

## Etiología
Las causas más frecuentes de distrés respiratorio en los recién nacidos incluyen:
- Enfermedad de la membrana hialina: insuficiencia en la producción del surfactante pulmonar y falta de desarrollo pulmonar.
- Taquipnea transitoria del recién nacido o pulmón húmedo: la persistencia de líquido en los alvéolos pulmonares después del nacimiento.
- Síndrome de aspiración de meconio: la broncoaspiración neonatal de las primeras heces del bebé o líquido meconial.

Otras causas incluyen las complicaciones de una neumonía y de un neumotórax.

## Patogenia
Los pulmones inmaduros no producen suficiente cantidad de surfactante pulmonar -una sustancia tensioactiva que reviste los pequeños sacos aéreos (alvéolos) de los pulmones, producida por los neumocitos II (células propias del epitelio alveolar) y que permiten que estos se mantengan abiertos y no colapsen. Si estos diminutos sacos no se abren con facilidad, los pulmones no pueden llenarse de aire y hacer llegar el oxígeno necesario al torrente sanguíneo; esto para el caso del déficit de surfactante como en prematuros o el la enfermedad de membranas hialinas, en el caso de taquipnea transitoria del recién nacido (RN) la etiología es la falta de reabsorción del líquido pulmonar, generalmente pasa en las cesáreas sin trabajo de parto. La taquipnea transitoria del RN es la causa más frecuente de SDRN.

## Cuadro clínico
El SDRN se puede manifestar en recién nacidos justo después del parto o después de transcurridas varias horas. Se caracteriza por dificultad respiratoria más o menos marcada, respiración rápida, retracciones de las costillas y del centro del tórax con cada respiración, gruñido o quejido con cada respiración y aleteo o ensanchamiento de la nariz al respirar. Luego, por razón del distrés respiratorio aparece cianosis, apnea y letargo y, en el peor de los casos, especialmente frecuente en neonatos menores de 1 kg, se instala una neumonía que imposibilita aún más el respirar. Las cifras de una gasometría arterial muestran una acidosis con hipoxia, lo cual conduce a una vasoconstricción pulmonar con aumento de la resistencia pulmonar que promueven la deposición de fibrina, rigidez pulmonar y membranas hialinas.

## Diagnóstico
En la mayoría de los casos se diagnostica cuando un neonato tienen una puntuación elevada en la prueba de Silverman y Anderson, la cual valora la función respiratoria. Una puntuación de cero indica bienestar respiratorio y ocasionalmente se emplea el test de Apgar. En todo recién nacido con dificultad respiratoria se indica una radiografía de tórax y gasometría arterial.
Una gasometría arterial muestra bajos niveles de oxígeno y exceso de ácido en los líquidos corporales. En una radiografía de tórax los pulmones tienen una apariencia de "vidrio molido", que a menudo se desarrolla de 6 a 12 horas después de nacer. A menudo se solicitan exámenes de laboratorio para descartar infección y sepsis como causa de la dificultad respiratoria.

## Tratamiento
A muchos niños prematuros se les administra el agente surfactante después del nacimiento directamente en los pulmones, para suplementar el propio surfactante natural del niño y aliviar los síntomas del SDRN. También se trata con oxígeno suplementario o mediante asistencia respiratoria con un ventilador o respirador. Sin tratamiento, un neonato con distrés respiratoria puede fallecer.
De manera preventiva, si las contracciones prematuras y el parto precoz parecen evidentes, el médico puede administrar corticosteroides para acelerar la maduración de los pulmones del feto y con ello prevenir este tipo de problemas respiratorios.[cita requerida]

### Complicaciones
- Hemorragia cerebral: Se presenta en prematuro, sobre todo si es menor de 1500 g, que requirió asistencia ventilatoria, con mejoría clínica pulmonar al tercero o cuarto día y que después experimento deterioro súbito incluyendo paro respiratorio. Se monitoriza con ultrasonido de cráneo.

- Infección: Es provocada por agentes gramnegativos como Pseudomonas aeruginosa, Klebsiella, Escherichia coli. Se puede presentar por diferentes vías como catéteres, sondas o equipo respiratorio.

- Fuga de aire: El recién nacido que requiere presión positiva manual o en ventilación asistida, o ambas, puede presentar fuga de aire. La disección de aire intersticial después de la rotura de los alvéolos pasa al espacio intersticial y forma de enfisema pulmonar intersticial. El aire en la vainas perivasculares diseca hacia el hilio e invade el mediastino y puede ocasionar acumulación de aire mediastino, que causa neumomediastino; este último puede impedir el retorno venoso del corazón. La acumulación de aire puede localizarse donde se refleja la pleura visceral con la parietal. Al romperse con una presión provoca neumotórax en uno o en ambos lados, y así el aire puede pasar también de puntos mediestales al espacio pleural.

- Anemia: Es secundaria a extracciones múltiples. Cuando el médico calcula que la cantidad representa 10 a 15 % del volumen sanguíneo total, debe de considerar la conveniencia de reponerse con sangre total.[4]